# NCT DoJaeJung
NCT DoJaeJung (Tiếng Hàn: 엔시티 도재정, Romaja: Ensiti Dojaejeong, được viết cách điệu như NCT DOJAEJUNG) là nhóm nhỏ thứ năm được giới thiệu của nhóm nhạc nam Hàn Quốc NCT, được thành lập và quản lý bởi SM Entertainment. Nhóm bao gồm ba thành viên: Doyoung, Jaehyun, Jungwoo. Họ ra mắt vào ngày 17 tháng 4 năm 2023 với đĩa mở rộng (EP) Perfume.

## Tên gọi
Tên gọi của nhóm được lấy cảm hứng từ tên viết tắt của Neo Culture Technology và tên của ba thành viên nhóm: "Do" từ Doyoung, "Jae" từ Jaehyun và "Jung" từ Jungwoo.

## Lịch sử

### 2022: Quá trình hình thành
Ba thành viên của NCT DoJaeJung đã thành lập một nhóm nhỏ riêng vào cuối năm 2022, biểu diễn ca khúc "Can We Go Back" trong chuyến lưu diễn Neo City – The Link+ của NCT 127 tại Seoul và trong chương trình MBC Gayo Daejejeon 2022.

### 2023–nay: Ra mắt vớiPerfume
Tháng 3 năm 2023, SM Entertainment công bố NCT DoJaeJung sẽ chính thức ra mắt với tư cách là nhóm nhỏ thứ năm của NCT. Họ ra mắt EP đầu tiên, Perfume, vào ngày 17 tháng 4, với ca khúc chủ đề cùng tên. Album gồm sáu ca khúc: "Perfume", "Kiss", "Dive", "Strawberry Sunday", "Can We Go Back" và "Ordinary". Perfume đã đạt được thành công thương mại buổi đầu với 672.374 bản bán được trong tuần đầu tiên, là album đầu tay có doanh số tuần đầu tiên cao nhất trên bảng xếp hạng Hanteo. Trên bảng xếp hạng album Circle, EP đã bán được 843.659 bản trên tất cả các định dạng tính đến ngày 22 tháng 6, giúp NCT DoJaeJung trở thành nhóm nhỏ NCT có đĩa đơn đứng top 5 nhanh nhất tại Hàn Quốc và là album ra mắt bán chạy nhất của một nghệ sĩ SM Entertainment.
Ngày 4 tháng 5 năm 2023, NCT DoJaeJung biểu diễn tại Rakuten Girls Awards – Spring/Summer tại Tokyo, Nhật Bản, đánh dấu lần đầu tiên nhóm biểu diễn trực tiếp tại nước này. Ngày 24 tháng 6, họ tổ chức buổi hòa nhạc đầu tiên, Perfume: Scented Symphony, tại SM Mall of Asia Arena, Manila, Philippines. Họp báo truyền thông của đêm diễn được diễn ra vào ngày 25 tháng 6 tại Trung tâm thương mại Glorietta, Makati.
Ngày 21 tháng 7, NCT DoJaeJung biểu diễn tại Fandom Party 2023 trong khuôn khổ San Diego Comic-Con, đánh dấu lần đầu tiên họ biểu diễn tại Hoa Kỳ.

## Thành viên
- Chú thích: Không công bố trưởng nhóm.

| Nghệ danh | Nghệ danh | Nghệ danh  | Tên khai sinh  | Tên khai sinh | Tên khai sinh  | Tên khai sinh | Tên khai sinh   | Ngày sinh        | Nơi sinh                 | Quốc tịch |
| Latinh    | Hangul    | Kana       | Latinh         | Hangul        | Kana           | Hanja         | Hán-Việt        | Ngày sinh        | Nơi sinh                 | Quốc tịch |
| Doyoung   | 도영      | ドヨン     | Kim Dong-young | 김동영        | キム・ドンヨン | 金東營        | Kim Đông Doanh  | 1 tháng 2, 1996  | Guri, Gyeonggi, Hàn Quốc | Hàn Quốc  |
| Jaehyun   | 재현      | ジェヒョン | Jung Yun-o     | 정윤오        | チョン・ユンオ | 鄭閏伍        | Trịnh Nhuận Ngũ | 14 tháng 2, 1997 | Seoul, Hàn Quốc          | Hàn Quốc  |
| Jungwoo   | 정우      | ジョンウ   | Kim Jung-woo   | 김정우        | キム・ジョンウ | 金廷祐        | Kim Đình Hựu    | 19 tháng 2, 1998 | Gunpo, Hàn Quốc          | Hàn Quốc  |

## Danh sách đĩa nhạc

### Đĩa mở rộng (EP)
| Tiêu đề | Chi tiết                                                                                                | Thứ hạng cao nhất | Thứ hạng cao nhất | Thứ hạng cao nhất | Doanh số                     | Chứng nhận          |
| Tiêu đề | Chi tiết                                                                                                | KOR               | JPN               | JPN Hot           | Doanh số                     | Chứng nhận          |
| ------- | --- | ----------------- | ----------------- | ----------------- | ---------------------------- | ------------------- |
| Perfume | - Phát hành: 17 tháng 4, 2023 - Hãng đĩa: SM Entertainment - Định dạng: CD, digital download, streaming | 2                 | 5                 | 5                 | - KOR: 845.978 - JPN: 28.854 | - KMCA: 2× Bạch kim |

### Đĩa đơn
| Tiêu đề   | Năm  | Thứ hạng cao nhất | Album   |
| Tiêu đề   | Năm  | KOR               | Album   |
| --------- | ---- | ----------------- | ------- |
| "Perfume" | 2023 | 4                 | Perfume |